# De jolige jager
De jolige jager is een  stripverhaal uit de reeks van Jerom, uitgegeven door de Standaard Uitgeverij in 1987.

## Locaties
- Rommelmarkt, huis van Jerom, huisje van Dolly, Astroid, planeet van Jolige Jager, legerkamp, kasteel,

## Personages
- Jerom, Dolly, Astrotol, winkelend publiek, verkoper, mannen, Kloef en Kapper (reuzen), jolige jager, hopman, prinses, koning, soldeniers,

## Het verhaal
Dolly koopt op de rommelmarkt een antiek zwaard voor Jerom als verjaardagscadeau. Ze willen meer over de geschiedenis van het zwaard weten en gaan met de tijmtrotter naar Astroid, waar Astrotol de geschiedenis van een zoon van een slotenmaker voorleest uit een boek. De jongen leert een jaar van alles over het jagersvak en dan scheiden hun wegen. 
De jongen bevrijdt een meisje van twee reuzen en hoort dat ze de dochter van de koning is. Ze moest trouwen met de hopman, maar dit wilde ze niet en daardoor werd ze bewaakt door de reuzen. De jongen gaat met het meisje naar een verlaten toren en komen daar de jager tegen. Ze vinden een zwaard wat onoverwinnelijk is zodra er reuzen mee verslagen worden.
Dolly en Jerom gaan naar de planeet, omdat ze benieuwd zijn hoe het verhaal verder gaat. Jerom verslaat de reuzen en ze ontmoeten de jager die het meisje bevrijdde. Ze horen dat het meisje is ontvoerd door de hopman. Ze gaan naar het legerkamp en vechten met soldeniers. De hopman gaat ervandoor met de prinses. Dolly, Jerom en de jager volgen hen naar het kasteel. Ze kunnen de prinses bevrijden en gaan op weg naar het kasteel van haar vader, maar dan zien ze dat de soldeniers van de hopman en de reuzen ook op weg gaan. Dolly gaat naar Astrotol op met de tijmtrotter en hij brouwt een drank met zijn knollen. Astrotol en Dolly gaan naar de planeet van de jolige jager en de reuzen veranderen in kleine mannetjes door het brouwsel.
Jerom kan de hopman en zijn soldeniers verslaan en de prinses vertelt haar vader dat ze met de jager wil trouwen. De koning wil de jager tot ridder slaan met het zwaard en Jerom overhandigt het aan hem. Het huwelijk wordt een paar dagen later gesloten. Dolly, Astrotol en Jerom vliegen terug naar huis. 